# Bradfordův zákon

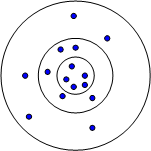
Bradfordův zákon

Bradfordův zákon rozptylu (také jen Bradfordův zákon) je empirický bibliometrický zákon, který objevil Samuel C. Bradford.
Bradford při sestavování rešerše z geofyziky zjistil, že články s požadovanou tematikou byly zveřejněné v 326 časopisech. Když tyto časopisy rozčlenil na tři skupiny tak, aby v každé byl přibližně stejný počet článků, v první skupině bylo 9 časopisů s 429 články, v druhé 59 časopisů se 499 články a v poslední 258 časopisů s 404 články. Podobnou zákonitost zjistil i při jiných rešerších.
Na základě toho formuloval zákon rozptylu informací. Počet časopisů X je věnovaný určité problematice, tyto časopisy nazývané také klíčové časopisy představují jádro znázorněné centrálním kruhem. Okolo kruhu je možné vytvořit mezikruží tak, že do prvního mezikruží umístíme tolik dalších nejbližších časopisů, aby počet článků o dané problematice byl stejný v mezikruží i v jádře.
Matematicky:
X:Y:Z = X:nX:n²X = 1:n:n²
Platnost zákona experimentálně dokázal na více tematických oblastech a zjistil, že n = 5.
Bradfordův zákon je možné využít při hodnocení informačních pramenů v jednotlivých vědních oborech, při určení poločasu stárnutí vědeckých informací, nebo v nákupní politice knihovny.